# Spirophorida
Ordre
Familles de rang inférieur
- Samidae Sollas, 1888
- Spirasigmidae Hallmann, 1912
- Tetillidae Sollas, 1886

Les Spirophorida forment un ordre d'éponges marines de la classe des Demospongiae.
Certaines éponges de cet ordre sont consommées par les tortues imbriquées.

## Liste des familles
Selon ITIS & WRMS :
- famille Samidae Sollas, 1888
- famille Spirasigmidae Hallmann, 1912
- famille Tetillidae Sollas, 1886